# Шайтан, Михаил Эммануилович
Михаи́л Эммануи́лович Шайта́н (8 [20] июля 1895, Евпатория, Таврическая губерния — 2 мая 1926, Ленинград) — русский и советский историк-медиевист.

## Биография
Родился в 1895 году в Евпатории в караимской семье потомственных почётных граждан Эммануила Авраамовича Шайтана и Назлы Исааковны, урождённой Нейман. Имел братьев Абрама, окончившего математический факультет Московского университета, и Иосифа (род. 1899), участника Великой Отечественной войны, погибшего при обороне Севастополя.
Начальное образование получил в Евпатории. Учился в Евпаторийской мужской казённой гимназии, 11 апреля 1912 года по решению педагогического совета был исключён из 8-го (выпускного) класса за неподобающее поведение. В 1914 году окончил Симферопольскую мужскую казённую гимназию и поступил на историко-филологический факультет Петроградского университета. В 1917 году получил диплом 1-й степени и был оставлен при кафедре всеобщей истории для подготовки к профессорскому званию. В 1918 году уехал в Симферополь, где занялся преподаванием и изучением русских летописных сводов. Осенью 1921 года по командировке Крымнаробраза вернулся в Петроград и благодаря Л. П. Карсавину занял должность научного сотрудника 2-го разряда (аспиранта) Исторического научно-исследовательского института при Петроградском университете. Одновременно преподавал историю на рабфаках Петроградского университета, Технологического института, Института инженеров путей сообщения, в 14-й советской трудовой школе Выборгского района, а затем в школе № 157 в Финском переулке. По воспоминаниям жены историка Г. П. Федотова, Е. Н. Нечаевой: «Когда всеобщая история была отменена в средней школе, он [М. Э. Шайтан] ухитрился под видом „истории труда“ читать древнюю историю, в которую включал историю первохристианства». С декабря 1922 по апрель 1923 года состоял временным сотрудником Российской публичной библиотеки, принимал участие в собраниях религиозно-философского общества «Воскресение», организованного сотрудниками библиотеки. В 1923 году сдал магистерский коллоквиум по средневековой истории. Состоял в историческом кружке, который собирался в том числе на квартирах у О. А. Добиаш-Рождественской и И. М. Гревса.
Был крещён. В 1923 году женился на Нине Дмитриевне Гревс (1890—1926), племяннице И. М. Гревса, научной сотруднице Института имени Веселовского при Петроградском университете и Российской публичной библиотеки.

### Смерть
В последнее время дружеские и коллегиальные отношения связывали историка с учительницей Верой Петровной Герман, посещавшей кружок «Воскресение». Вероятно, на почве ревности, 29 апреля 1926 года его жена, Нина Дмитриевна Шайтан, кончает жизнь самоубийством. Через несколько дней, 2 мая, её примеру последовал М. Э. Шайтан. М. М. Ботвинник, учившийся в это время в школе, где преподавали В. П. Герман и М. Э. Шайтан, так напишет в своих воспоминаниях: «Вдруг он исчез: девочки шёпотом рассказывали, что он влюбился в одну из дочерей П. А. Германа, но запутался в своих переживаниях и, бедняга, отравился в парке».
По данным караимского биографа Б. С. Ельяшевича, М. Э. Шайтан увлекался фатализмом и страдал ипохондрией. В 1918 году «на почве фатализма, шутя, приложил заряжённый револьвер ко лбу своей двоюродной сестры, единственной дочери Абрама Исааковича Неймана окончившей гимназию, 24 лет, девицы Эстер и со словами: „Если тебе суждено жить, то ты не погибнешь“, — убил её наповал». По словам Ельяшевича, Шайтан покончил с собой, бросившись в реку Неву, а его жена, «предварительно договорившись с ним о часе самоубийства», приняла большую дозу яда у себя дома.

## Научная деятельность
Основной круг научных интересов и взглядов сформировался под влиянием медиевиста Л. П. Карсавина, под руководством которого М. Э. Шайтан изучал религиозные движения в Германии XIII века. В 1916 году написал работу о Кёльнском кружке мистиков. В 1916—1918 годах принимал участие в семинарии Карсавина, посвящённому переводу «Откровений блаженной Анджелы». В годы аспирантуры продолжил изучение средневековой философии, в частности, доминиканско-бегинской мистики и францисканских легенд и житий. Сделал несколько конъектур к текстам Эриугены в издании Миня и составил критический указатель цитат с учётом ранее сделанных переводов. После высылки в 1922 году из России Л. П. Карсавина научными консультантами Шайтана стали И. М. Гревс и О. А. Добиаш-Рождественская.
В 1924 году в сборнике, посвящённом 40-летию научно-педагогической деятельности И. М. Гревса, вышла единственная прижизненная статья М. Э. Шайтана «Ирландские эмигранты в Средние века». В 1927 году И. М. Гревсом в журнале «Летопись занятий Постоянной Историко-Археографической Комиссии» была опубликована статья Шайтана «Германия и Киев в XI в.» Статью предварял некролог М. Э. Шайтану, написанный И. М. Гревсом. Среди неопубликованных и утерянных исследований историка: «Проблема свободы в каролингской монархии», «К учению Готшалка», «Христина из Штоммельна», переводы трактатов Эриугены и ряда других средневековых текстов.

### Труды
- Ирландские эмигранты в Средние века // Средневековой быт : сб. ст. / под ред. О. А. Добиаш-Рождественской, А. И. Хоментовской и Г. П. Федотова. — Л., 1925. — С. 179—205.
- Германия и Киев в XI в. // Летопись занятий Постоянной Историко-Археографической Комиссии. — Л., 1927. — Вып. I (XXXIV). — С. 3—26.